# Storchia
Storchia — рід комахоїдних ссавців кротових (Talpidae). Скам'янілі рештки представляють міоцен Австрії (5 колекцій), Словаччини (1). Види: Storchia biradicata.